# Pselliophora pachyrhinoides
Pselliophora pachyrhinoides är en tvåvingeart som beskrevs av Edwards 1932. Pselliophora pachyrhinoides ingår i släktet Pselliophora och familjen storharkrankar. Inga underarter finns listade i Catalogue of Life.